# يوزاكورا كوارتيت
يوزاكورا كوارتيت (باليابانية: 夜桜四重奏 ～ヨザクラカルテット～، بالروماجي: Yozakura Karutetto) هي سلسلة مانغا يابانية من تأليف سوزوهيتو ياسودا، نشرت من قبل كودانشا في مجلة شونن سيريوس الشهرية، منذ 26 يناير عام 2006. أنتجت إلى مسلسل أنمي تلفزيوني من قبل استوديو نوماد، عرض الأنمي 2 أكتوبر عام 2008 واستمر عرضه حتى 18 ديسمبر عام 2008، وتكون من 12 حلقة. تم إنتاج حلقات أوفا، صدرت الحلقة الأولى في 8 أكتوبر عام 2010، صدرت الحلقة الثانية في أبريل 8 عام 2011 وصدرت الحلقات الثالث في 9 سبتمبر 2011.

## القصة
تدور أحداث القصة عن أربعة المراهقين كل واحد منهم لديه قدرات خاصة فريدة، يعملون معًا في مكتب إرشاد الحياة، لمساعدة وحماية سكان المدينة ساكوراشين، وهي مدينة يعيش فيها البشر مع اليوكاي.

## الشخصيات
هيمي ياريزاكورا (باليابانية: 槍桜 ヒメ، بالروماجي: Yarizakura Hime)
أداء صوتي: ميساتو فوكوين
أكينا هيزومي (باليابانية: 比泉 秋名، بالروماجي: Hiizumi Akina)
أداء صوتي: يوكي كاجي
آو نانامي (باليابانية: 七海 アオ، بالروماجي: Nanami Ao)
أداء صوتي: ساكي فوجيتا
كوتوها إيسوني (باليابانية: 五十音 ことは، بالروماجي: Isone Kotoha)
أداء صوتي: ميوكي ساواشيرو
إينجين هيزومي (باليابانية: 比泉 円神، بالروماجي: Hiizumi Enjin)
أداء صوتي: توموكازو سيكي
كويوسوكي كيشي (باليابانية: 岸 恭助، بالروماجي: Kishi Kyōsuke)
أداء صوتي: دايسكي أونو
توكا كيشي (باليابانية: 岸 桃華، بالروماجي: Kishi Tōka)
أداء صوتي: هاروكا توماتسو
رين أزوما (باليابانية: 東 鈴، بالروماجي: Azuma Rin)
أداء صوتي: آي ماتايوشي
زاكورو كوروماكي (باليابانية: 狂巻 ざくろ، بالروماجي: Kurumaki Zakuro)
أداء صوتي: كاورو ميزوهارا
يوهي شيناتسوهيكو (باليابانية: 士夏彦 雄飛، بالروماجي: Shinatsuhiko Yūhi)
أداء صوتي: ساتشي ماتسوموتو
ماريابيل (باليابانية: マリアベル، بالروماجي: Mariaberu)
أداء صوتي: ريه تاناكا
ياي شيناتسوهيكو (باليابانية: 士夏彦 八重، بالروماجي: Shinatsuhiko Yae)
أداء صوتي: ناتسكو كواتاني
في جوري إف (باليابانية: V・じゅり・F، بالروماجي: Vī Juri Efu)
أداء صوتي: آيكو أوكوبو
في ليلا إف (باليابانية: V・りら・F، بالروماجي: Vī Rira Efu)
أداء صوتي: آي كايانو
كوهيمي ساكورانو (باليابانية: 桜野 小姫، بالروماجي: Sakurano Kohime)
أداء صوتي: يوي أوغورا

## وصلات خارجية
- موقع أنمي يوزاكورا كوارتيت ~هانا نو أوتا~ الرسمي باللغة اليابانية
- أنمي يوزاكورا كوارتيت على موقع تي بي إس باللغة اليابانية
- يوزاكورا كوارتيت على موقع ANN manga (الإنجليزية)